# Sebkha de Ndrhamcha
Die Sebkha de Ndrhamcha (arabisch سبخة ندرهامشا) ist eine ausgedehnte Küsten-Sabcha in Mauretanien, die neben einigen Salzseen überwiegend den Charakter einer „Salzmarsch“ hat. Sie liegt als Senke nördlich der mauretanischen Hauptstadt Nouakchott überwiegend in der Verwaltungsregion Inchiri. Die Küstendünen des Atlantik trennen sie vom Meer.
Die Senke erstreckt sich über 70 Kilometer entlang der Küste und ebenso tief reicht sie auch ins Inland. Etwa 4100 km² liegen als Depression unter dem Meeresspiegel, davon mehr als 2400 km² unterhalb des mittleren Niedrigwassers der Gezeiten. Ihr tiefster Punkt liegt 5 m unter dem Meeresspiegel, womit sie zugleich der tiefste Punkt des Landes ist.
Die Sebkha de Ndrhamcha wird von zwei wichtigen Verkehrswegen eingerahmt: im Westen entlang der Küste verläuft die Nationalstraße N2 und am Südostrand sucht die N1 ihren Weg ins nördliche Landesinnere.